# Ottokar Drumbl
Ottokar Drumbl (* 11. September 1907 in Bad St. Leonhard im Lavanttal; † 9. Februar oder 10. Februar 1944 in Riwne) war ein österreichischer Volks- und Berufsschullehrer, der auch als Schriftsteller und nationalsozialistischer Funktionär tätig war und von 1938 bis 1942 das Reichspropagandaamt im Gau Kärnten in Klagenfurt leitete. 
Er war zunächst als Volks- und dann als Berufsschullehrer tätig und trat zum 29. September 1926 der NSDAP bei (Mitgliedsnummer 50.679). Nach dem „Anschluss Österreichs“ und der Bildung des Reichspropagandaamts in Klagenfurt übernahm er dessen Leitung. 1942 wechselte er in das Reichskommissariat Ukraine, wo er Hauptabteilungsleiter für Propaganda wurde. Er starb im Zweiten Weltkrieg.